# Gottfried Bernhardy
Gottfried Bernhardy, född den 20 mars 1800 i Landsberg an der Warthe, död den 14 maj 1875 i Halle, var en tysk språkman.
Bernhardy var professor och överbibliotekarie i Halle och författade bland annat Wissenschaftliche Syntax der griechischen Sprache (2 band, 1829–1862, flera upplagor) samt ombesörjde utgåvan Suidae Lexicon (4 band, 1834–1853).